# ЮНІФЕМ
ЮНІФЕМ (англ. UNIFEM, United Nations Development Fund for Women, «Жіночий Фонд Організації Об'єднаних Націй») (1976—2010) — підрозділ ООН, який займався наданням фінансової підтримки і технічної допомоги інноваційним програмам, які просувають права жінок — права людини, їх економічні і політичні можливості та гендерну рівність. Скасований у липні 2010 року у зв'язку з передачею його мандату і функцій новоствореній Структурі Організації Об'єднаних Націй з питань гендерної рівності та розширення прав і можливостей жінок («ООН-Жінки») (англ. United Nations Entity for Gender Equality and the Empowerment of Women).

## Історія
ЮНІФЕМ був створений в грудні 1976 року, спочатку як добровільний фонд на честь десятиліття Жіночого Фонду Організації Об'єднаних Націй в Міжнародний рік жінок. Його першою керівницею була Маргарет Снайдер. Фонд надавав фінансову та технічну підтримку інноваційним програмам і стратегіям, спрямованим на розширення прав жінок, політичну участь та економічну безпеку. З 1976 року ЮНІФЕМ підтримує розширення прав жінок для встановлення гендерної рівності в рамках своєї програми відкриття офісів і філій жіночих організацій в основних регіонах планети. Робота фонду в області гендерного бюджету почалася у 1996 році в Південній Африці, поступово включивши в себе Східну Африку, Південно-Східну та Південну Азію, Центральну Америку і Андський регіон. Фонд працював на підвищення обізнаності в рамках усієї системи ООН з урахуванням гендерного фактора бюджетів як інструменту для зміцнення економічного управління в усіх країнах.
Її Королівська Високість Йорданії принцеса Басма Бінт Талал була призначена фондом ЮНІФЕМ послом доброї волі у 1996 році.
26 січня 2006 року ЮНІФЕМ призначив Ніколь Кідман послом доброї волі.

## Очільниці
- Інес Альберді ( Іспанія) — з 2007[5] по 2010;
- Ноелін Хейзер ( Сінгапур) — з 1994 по 2007;
- Шарон Кейплінг-Алакіджа ( Канада) — з 1989 по 1994;
- Маргарет Снайдер ( США) — з 1978 по 1989.